# Тундао-Дунський автономний повіт
26°09′27″ пн. ш. 109°46′42″ сх. д. / 26.15754° пн. ш. 109.77826° сх. д.
Тундао-Дунський автономний повіт (кит. 通道侗族自治县, пін. Tōngdào Dòngzú Zìzhìxiàn) — один із повітів КНР у складі префектури Хуайхуа, провінція Хунань. Адміністративний центр — містечко Шуанцзян.

## Географія
Тундао-Дунський автономний повіт лежить на півдні префектури на схід від Юньнань-Гуйчжоуського плато.

### Клімат
Повіт знаходиться у зоні, котра характеризується вологим субтропічним кліматом. Найтепліший місяць — липень із середньою температурою 26,3 °C. Найхолодніший місяць — січень, із середньою температурою 5,4 °С.
| Клімат повіту Тундао-Дун | Клімат повіту Тундао-Дун | Клімат повіту Тундао-Дун | Клімат повіту Тундао-Дун | Клімат повіту Тундао-Дун | Клімат повіту Тундао-Дун | Клімат повіту Тундао-Дун | Клімат повіту Тундао-Дун | Клімат повіту Тундао-Дун | Клімат повіту Тундао-Дун | Клімат повіту Тундао-Дун | Клімат повіту Тундао-Дун | Клімат повіту Тундао-Дун | Клімат повіту Тундао-Дун |
| Показник                 | Січ.                     | Лют.                     | Бер.                     | Квіт.                    | Трав.                    | Черв.                    | Лип.                     | Серп.                    | Вер.                     | Жовт.                    | Лист.                    | Груд.                    | Рік                      |
| Середній максимум, °C    | 9,4                      | 11,5                     | 15,7                     | 21,9                     | 26,2                     | 29                       | 31,1                     | 31,5                     | 28,7                     | 23,1                     | 18,2                     | 12,9                     | 21,6                     |
| Середня температура, °C  | 5,4                      | 7,6                      | 11,4                     | 17                       | 21,2                     | 24,3                     | 26,3                     | 25,7                     | 22,6                     | 17,6                     | 12,5                     | 7,4                      | 16,6                     |
| Середній мінімум, °C     | 2,9                      | 5,1                      | 8,5                      | 13,8                     | 17,8                     | 21,3                     | 23                       | 22,3                     | 18,9                     | 14,3                     | 9,1                      | 4                        | 13,4                     |
| Норма опадів, мм         | 68.2                     | 79.8                     | 113.7                    | 151.6                    | 226.2                    | 263.7                    | 180.5                    | 129.7                    | 70.9                     | 84.5                     | 65.4                     | 45.4                     | 1479.6                   |
| Вологість повітря, %     | 82                       | 82                       | 83                       | 83                       | 82                       | 83                       | 81                       | 82                       | 80                       | 82                       | 81                       | 79                       | 81.7                     |
| ------------------------ | ------------------------ | ------------------------ | ------------------------ | ------------------------ | ------------------------ | ------------------------ | ------------------------ | ------------------------ | ------------------------ | ------------------------ | ------------------------ | ------------------------ | ------------------------ |
| Джерело: data.cma.cn     |                          |                          |                          |                          |                          |                          |                          |                          |                          |                          |                          |                          |                          |